# Галімов Вахіт Газізович
Вахі́т Газі́зович Галі́мов (1921—1943) — учасник Другої світової війни, снайпер 100-го гвардійського стрілецького полку 35-ї гвардійської стрілецької дивізії 6-ї армії 3-го Українського фронту, гвардії старший сержант. Герой Радянського Союзу. Всього знищив 207 ворогів.

## Біографія
Народився в 1921 році в селі Старобалаково, нині Чекмагушівського району Башкортостану, в селянській родині. Башкир.
Закінчивши початкову школу, працював у колгоспі в селі Старобалаково, потім — на заводах у Петрозаводську і Ленінграді.
У Червону армію призваний в червні 1941 року Чекмагушівським райвійськкоматом Башкирської АРСР. Закінчив курси снайперів. На фронті Другої світової війни з вересня 1941 року. Член ВКП(б) з 1943 року.
Снайпер 100-го гвардійського стрілецького полку гвардії старший сержант Вахіт Галімов у період оборонних боїв на Сіверському Дінці виконав завдання командування з підготовки 22 снайперів. Практично навчаючи своїх товаришів, В. Г. Галімов знищив 46 німецьких солдатів і офіцерів.
28 жовтня 1943 року відважний воїн загинув у бою. Похований в селі Дніпровське Солонянського району Дніпропетровської області України.
За роки війни на своєму бойовому рахунку снайпер В. Г. Галімов мав 207 знищених німецьких солдатів і офіцерів.

## Нагороди
- Указом Президії Верховної Ради СРСР від 22 лютого 1944 року за зразкове виконання бойових завдань командування і проявлені мужність і героїзм у боях з німецько-фашистськими загарбниками гвардії старшому сержантові Галімову Вахіту Газізовичу посмертно присвоєно звання Героя Радянського Союзу[3].
- Орден Леніна.
- Орден Червоної Зірки.
- Медаль « За відвагу» (28.07.1943)[4].
- Медалі.

## Пам'ять
- У Національному краєзнавчому музеї Республіки Башкортостан[5] славному землякові присвячений стенд; на будинку в селі Старобалаково, де жив В. Г. Галімов, встановлена меморіальна дошка; його ім'я носила піонерська дружина Старобалаковской школи.
- У вересні 1968 року в селі Тайняш відкрито пам'ятник Герою.